# 東北町立上北中学校
東北町立上北中学校（とうほくちょうりつ かみきたちゅうがっこう）は、青森県上北郡東北町上北南4丁目にある公立中学校。

## 沿革
- 1947年（昭和22年）
  - 4月1日 - 浦野館村立上野中学校として、浦野館村立上野小学校校舎に併設し、発足。同時に新山分校設置。
  - 4月22日 - 開校式挙行。
- 1948年（昭和23年）4月1日 - 新山分校が、昇格・独立し、新山中学校となる。
- 1950年（昭和25年）
  - 3月10日 - 校舎焼失。民家を借用し、授業を行う。
  - 4月1日 - 新山中学校を併合、新山小学校校舎を借用し、2部授業実施。
  - 12月26日 - 大字上野字新堤向61番1号に建設した独立校舎完成。
- 1958年（昭和33年）9月1日 - 昭和の大合併により、上北町立上野中学校と改称。
- 1961年（昭和36年）
  - 9月1日 - 大字上野字南谷地32番地に移転し、上北町立上北中学校と改称。
  - 12月5日 - 体育館竣工、校旗樹立、校章制定。
- 1962年（昭和37年）4月10日 - 校歌制定。
- 1964年（昭和39年）2月10日 - 特別教室4教室落成。
- 1968年（昭和43年）9月2日 - 防音校舎完成。
- 1969年（昭和44年）4月1日 - 大浦中学校を併合。
- 1972年（昭和47年）4月1日 - 小川原中学校を併合。
- 2005年（平成17年）3月31日 - 平成の大合併により、東北町立上北中学校と改称。

## 生徒数
2023年（令和5年）5月1日現在
| 学年 | 1年 | 2年 | 3年 | 特別支援   | 合計 |
| ---- | --- | --- | --- | ---------- | ---- |
| 学級 | 2   | 2   | 2   | 2          | 8    |
| 生徒 | 58  | 61  | 70  | 5 （内数） | 189  |

## 通学区域
- 上北地区全域

## 学校周辺
- 上北郵便局
- 上北商工会
- 東北町役場（旧:上北町役場）
- 上北さくら温泉
- 東北町民図書館
- 上北健康福祉センター
- 東北町民プール
- 東北町民文化センター
- 東北町民体育館
- 中部上北広域事業組合 上北消防署
- 青森県道121号七戸上北町停車場線

## アクセス
- 東北町民バス「新舘線」・「虫神線」で、「役場」バス停下車後、学校正門まで郵便局前の横断歩道経由で、徒歩約60m・約1分。ただし、午前2本と本数は僅少である。
- 十和田観光電鉄バス（十鉄バス）「上北線」・「立崎線」、東北町民バス「東北上北線（買物バス）」で、「東北町役場通」バス停下車後、学校正門まで、
  - 七戸案内所行・七戸十和田駅行・三本木営業所行（十鉄バス）、上北健康福祉センター行（町民バス）のりばから、徒歩約155m・約2分。
  - 湖畔桟橋前行・中村行・三沢案内所行（十鉄バス）・乙供駅行（上北町駅・東北小経由、町民バス）のりばから、徒歩約255m・約3分（正門から停留所まで直線距離では約140mほどだが、県道212号線を跨ぐ横断歩道の設置箇所の関係で2倍近い距離となる）。
- 青い森鉄道青い森鉄道線上北町駅から、
  - 上述の東北町民バスで「役場」バス停まで3分（逆方向の駅方面へは2分）。
  - 上述の十鉄バスで、「役場通」バス停下車後、徒歩。
  - 徒歩で約950m・約14分。